# Hooilandspolder
De Hooilandspolder is een voormalig waterschap in de provincie Groningen.
Het schap lag ten westen van Slochteren. De noordgrens lag bij het Slochterdiep, de oostgrens bij de watergang de Kromte en bij de Groenedijk, de zuidgrens lag bij de Kooiweg en de westgrens bij de Slochter Ae. De molen stond een kilometer ten westen van Schaaphok stond, waar de Hooisweg uitkomt op uit op het Slochterdiep.
Door het waterschap liep ten behoeven van het scheepvaartkanaal het Tichelaarskanaal, die het gebied in tweeën deelde. Onder dit kanaal lag een onderleider. In het noorden lag een kleine onderbemaling van 10 ha.
Waterstaatkundig gezien ligt het gebied sinds 2000 binnen dat van het waterschap Hunze en Aa's.